# Timoleón Jiménez
Rodrigo Londoño Echeverri, més conegut amb el nom de guerra Timoleón Jiménez o Timochenko (Calarcá, Quindío, Colòmbia, 22 de gener de 1959) és un guerriller colombià, comandament en cap de les Forces Armades Revolucionàries de Colòmbia (FARC-EP) des del 4 de novembre de 2011, després que Alfonso Cano fos assassinat per l'exèrcit colombià.
Amb més de 30 anys d'experiència i reputació de ser un comandant militar que "té un respecte generalitzat entre els quadres, especialment els més durs que formen el nucli dels combatents rurals". D'acord amb la Força Aèria Colombiana el seu àlies fa referència al mariscal soviètic Semion Timoixenko. Abans d'assumir el lideratge del grup guerriller, va ser un dels comandants del Bloc Magdalena del Mig de les FARC-EP i es creu que tenia prop de 800 homes sota el seu comandament.
Des de principis de 1990 ha estat un dels set membres que formen el secretariat de la guerrilla. Es creu que està operant al departament de Norte de Santander, a la frontera amb Veneçuela. Amb freqüència, les autoritats colombianes han dit que el líder de les FARC-EP s'amaga a Veneçuela, però l'abril de 2010, el president colombià Juan Manuel Santos assegurà que la intel·ligència més recent del govern colombià deia que Timochenko es trobava al costat colombià de la frontera. Segons fonts d'intel·ligència colombiana, es troba actualment a la regió muntanyenca de Serranía del Perijá, al nord-est del país.

## Biografia
Durant la seva joventut va estudiar medicina especialitzant-se en cardiologia a la Universitat Patrice Lumumba de Moscou. Va ampliar els seus estudis a Cuba i fou entrenat militarment a la Iugoslàvia governada pel mariscal Tito. Temps després, el març de 1982, es va unir a les FARC. Va ascendir ràpidament a l'escala de l'organització a causa dels seus dots com a comandant del Front 9 de les FARC, de manera que cap a 1986 figurava en el cinquè lloc de l'Estat Major Central. És un dels membres més antics del Secretariat de les FARC, sent després de la mort d'Alfonso Cano el 4 de novembre de 2011, la seva màxima autoritat. També és responsable de la intel·ligència del grup guerriller. Se'l considera un dels principals responsables de les accions sobre la ruta Bogotà-Medellín i altres atacs a la regió d'Antioquia.
Al maig de 2006 va ser condemnat en rebel·lia per un jutjat de la ciutat de Popayán, juntament amb la resta de la cúpula de les FARC, per homicidi agreujat, segrest agreujat i rebel·lió a 40 anys de presó pel segrest i assassinat el 2003 d'un ex-governador, un ex-ministre de Defensa, i vuit militars al Parc Nacional Natural de Puracé.

## Imputacions
Segons el Departament d'Estat dels Estats Units, Timoleón Jiménez ha dissenyat les polítiques de les FARC relacionades amb la cocaïna, dirigint i controlant la producció, la fabricació i la distribució de centenars de tones als Estats Units i al món, incloent la càrrega impositiva de les relacions de comerç del narcotràfic de Colòmbia per recaptar fons per a les FARC, així com l'assassinat de centenars de persones que violaven o interferien en el seu correcte funcionament.
Segons els EUA, el 2000, juntament amb Pastor Alape, va ordenar al Bloc de Magdalena del Mig de reprendre territori de cultiu de coca, enderrocar avions de fumigació, augmentar la producció de cocaïna, el segrest de ciutadans estatunidencs i matar qualsevol agricultor que vengués fulles de coca a compradors no aprovats per les FARC. El Departament d'Estat dels EUA està oferint una recompensa de fins a 5 milions de dòlars per informació que condueixi al seu arrest i/o condemna.